# Liriomyza amoena
Liriomyza amoena är en tvåvingeart som först beskrevs av Johann Wilhelm Meigen 1830.  Liriomyza amoena ingår i släktet Liriomyza och familjen minerarflugor. Arten är reproducerande i Sverige. Inga underarter finns listade i Catalogue of Life.